# Autophila lia
Autophila lia là một loài bướm đêm trong họ Erebidae.